# Trachycephalus venezolanus
Trachycephalus venezolanus é uma espécie de anfíbio da família Hylidae. Pode ser encontrada na Colômbia, Venezuela e Brasil.
No passado foi considerada um membro do gênero Aparasphenodon. Em 2021, este gênero foi incorporado a Nyctimantis, com exceção desta espécie, que foi transferida para o gênero Trachycephalus, o que está de acordo com o site de referência Amphibian Species of the World